# Costum de protecție

Pompieri ai Forțelor aeriene ale Statelor Unite care trec printr-o linie de decontaminare în timpul unui exercițiu de management al situațiilor de urgență

Costumul de protecție este un ansamblu de piese vestimentare cu destinație și design speciale, destinat protecției purtătorului în contextul schimbărilor extreme ale condițiilor mediului fizic înconjurător, al condițiilor de muncă periculoase sau al acțiunilor inamice
și, face parte din categoria (mijloacelor individuale de protecție).

## Tipuri și utilizare
1. Costumul de protecție contra apei este un echipament de protecție individual folosit la stingerea incendiilor mai mici sau alte situații de urgență.
2. Costumul de protecție tip NOMEX este cel mai utilizat echipament de protecție individuală din material ignifug. Este folosit în activitatea de stingere a incendiilor  și în alte situații de urgență și, este prevăzut cu benzi reflectorizante[3].
3. Costumul de protecție anticalorică asigură protecția purtătorului în condițiile de lucru impuse  de către vecinătatea surselor foarte intense de căldură radiantă și a contactului accidental cu flăcările sau  temperaturi de 250 °C. Este confecționat din pânză de azbest aluminizată, căptușită cu pânză de bumbac rezistentă la acțiuni mecanice.
4. Combinezonul HAZMAT este un echipament de protecție individuală ce protejează purtătorul de materiale periculoase și se poartă pe deasupra altor structuri protectoare. Costumele HAZMAT sunt prevăzute cu dispozitive de supraveghere medicală și de comunicare cu exteriorul, precum și cu adezivi de etanșare a deschiderilor. Purtătorii sunt supuși unor proceduri de decontaminare înainte de îndepăratarea lor.

## Echipare și dotare
.

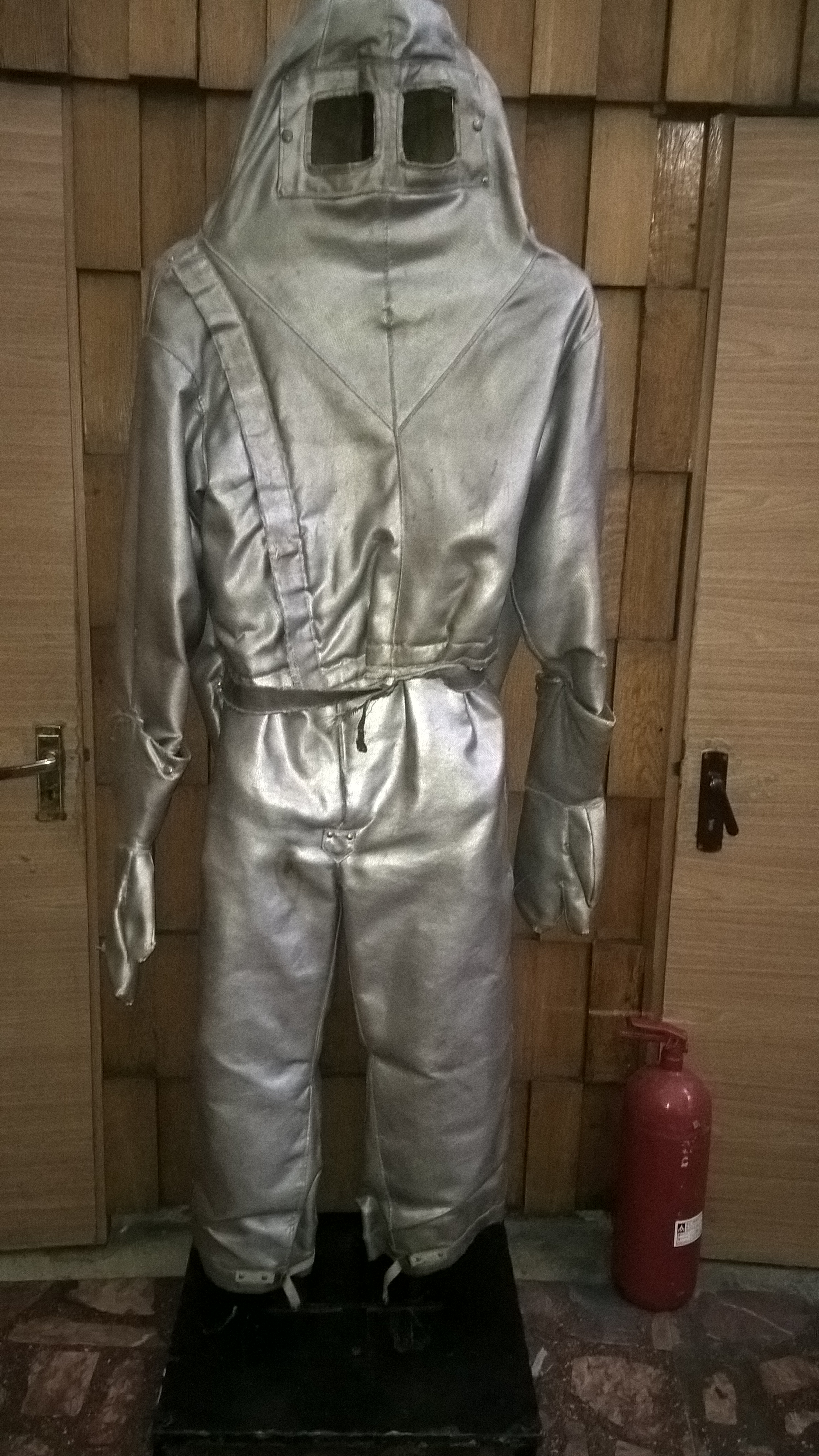
Costum de protcție aluminizat complet expus la Muzeul Pompierilor București

Costumele – de la caz la caz, sunt formate din: pantaloni, cizme, bluză, mănuși , cizme, cască de protecție, vizori și se poartă în funcție de tipul de activitate pe care îl desfășoară purtătorul. Concepția, designul și structura lor se realizează conform legislației, respectiv normelor de dotare și securitate prevăzute de către protecția muncii.
Echiparea și dotarea cu costum de protecție se prevede de către proiectanți, conducător de instituție sau agent economic de la ca la caz, în conformitate cu prevederile legale și normele de dotare prevăzute de protecția muncii.